# Autodefensa (sèrie de televisió)
Autodefensa és una sèrie de televisió espanyola de comèdia i autoficció creada per Berta Prieto, Belén Barenys i Miguel Ángel Blanca per a Filmin. Va ser dirigida per Blanca i és protagonitzada per Prieto i Barenys. Es va estrenar a Filmin el 29 de novembre de 2022.

## Trama
Autodefensa va de dues amigues que fan el que els dona la gana sense haver de demanar permís a ningú. Va de tenir vint-i-tants, viure a Barcelona i voler trepitjar totes les línies vermelles emocionals possibles per descobrir qui ets realment. Va de les aventures de dues boges descarades que no volen que ningú els digui com fer les coses, i que han creat el seu propi món per a ser les reines. En realitat, Autodefensa va de dues noies que estan molt espantades i que es diverteixen en defensa pròpia. Diuen que ho senten, que tot ha estat en defensa pròpia i que només és que tenien molta por.

## Repartiment
- Berta Prieto
- Belén Barenys
- Roman Rymar
- Daniel Rived

## Producció
Autodefensa va néixer amb el final de la pandèmia, quan l'escriptora i dramaturga Berta Prieto i l'actriu i corista Belén Barenys (cosina de Rigoberta Bandini i més coneguda com a MEMÉ) van començar a festejar a la babalà, amb l'angoixa dels vint-i-tants anys agreujada pel risc d'un altre confinament. En un moment d'èxtasi, les dues van publicar a les seves xarxes socials un vídeo sobre les seves vacances, que va arribar al director Miguel Ángel Blanca, qui va contactar amb les dues noies. Després de prendre's unes cerveses, Blanca els va proposar a les dues fer una autoficció "sobre els conflictes dels centennials però sense drames, només dues amigues passant-s'ho bé sense demanar permís a ningú". Les sessions de guió van començar després que Filmin acceptés participar en el projecte com a productora i distribuïdora.
La sèrie es va rodar a Barcelona el 2022, particularment a les cases de les protagonistes i les locals d'oci que freqüenten.

## Llançament i màrqueting
El 19 d'octubre de 2022, Filmin va anunciar que la sèrie s'estrenaria a la seva plataforma el 29 de novembre de 2022.